# Lamcok
Lamcok is een bestuurslaag in het regentschap Aceh Besar van de provincie Atjeh, Indonesië. Lamcok telt 311 inwoners (volkstelling 2010).